# Џош Гиди
Џошуа Џејмс Гиди (енгл. Joshua James Giddey; Мелбурн, 10. октобар 2002) аустралијски је кошаркаш. Игра на позицијама плејмејкера и бека, а тренутно наступа за Чикаго булсе. Оклахома Сити тандер га је изабрао као шестог пика на НБА драфту 2021. године. 
У својој првој НБА сезони Гиди је постао најмлађи играч који је у историји лиге забележио трипл-дабл на једном мечу. Он је у мечу против Сан Антонио спарса имао 17 поена, 10 скокова и 10 асистенција и тако је оборио рекорд Оскара Робертсона из 1961. године..
Гиди је и најмлађи играч који је остварио трипл-дабл учинак у најјачој кошаркашкој лиги Аустралије, пошто је 26. априла 2021. године у дресу Аделејда имао 12 поена, 10 скокова и 10 асистенција.
Џош потиче из кошаркашке породице. Његов отац Ворик је био дугогодишњи играч екипе Мелбурн тајгерси, док му је мајка Ким била кошаркашица истомене екипе, али у женској лиги Аустралије..
Са јуниорском репрезентацијом Аустралије освојио је континентални шампионат Аустралије и Океаније 2019. године.. Уврштен је на списак сениорске селекције за Олимпијске игре 2020. године, али је са тог турнира изостао због повреде. Играо је на Светском првенству 2023. године.

## Успеси

### Репрезентативни
- Океанијско првенство до 17 година:  2019.

### Појединачни
- Идеални тим новајлија НБА — друга постава: 2021/22.
- Новајлија године Првенства Аустралије: 2021.